# 웹 컴포넌트
웹 컴포넌트(Web Components)는 개개의 HTML 요소들의 캡슐화와 상호운용을 가능케 하는 웹을 위한 표준 컴포넌트 모델을 제공하는 기능들의 모임이다.
웹 컴포넌트를 만들기 위해 사용되는 주요 기술들은 다음을 포함한다:
- 커스텀 요소: 새로운 HTML 요소를 정의하기 위한 API
- 섀도 DOM: 캡슐화된 DOM 및 스타일 (합성 포함)
- HTML 템플릿: 렌더링되지 않았지만 자바스크리트를 통해 시작할 때까지 저장되는 HTML 부분

## 같이 보기
- 웹 프레임워크
- 웹 리소스